# Radio Planète
Radio Planète (95,7 FM) ist ein privat betriebener Hörfunksender im westafrikanischen Staat Benin. Er ist seit 1999 auf Sendung und hat seinen Sitz in Gbégamey, einem Viertel im 11ème Arrondissement von Cotonou.

## Hintergrund
Im Jahr 1997 kam es zu einer Liberalisierung des Rundfunks in Benin. Die Unternehmensgruppe Master Soft gehörte zu den Marktteilnehmern, die sich eine Frequenz gesichert haben, und startete 1999 in Cotonou den Radiosender Radio Planète.
Eigentümer des Radiosenders ist der Unternehmer und Politiker Janvier Yahouédéou, der später zwischenzeitlich auch Berater von Boni Yayi war und bei den Präsidentschaftswahl 2006 wie auch 2011 kandidierte.